# Divock Origi
Divock Okoth Origi [diˈvɔk ɔˈkɔθ oˈrigi] (* 18. April 1995 in Ostende) ist ein belgischer Fußballspieler. Der Stürmer steht aktuell im Kader der 2. Mannschaft der AC Mailand und war zwischen 2014 und 2022 belgischer Nationalspieler.

## Karriere

### Vereine
Bis zu seinem 15. Lebensjahr lernte Origi das Fußballspielen in der Jugendabteilung des KRC Genk und wechselte anschließend in die Jugendabteilung des OSC Lille. Dem Jugendalter entwachsen rückte er zur Spielzeit 2012/13 in die Erstligamannschaft auf. Für diese debütierte er am 2. Februar 2013 (23. Spieltag) beim 1:1 im Heimspiel gegen ES Troyes AC und erzielte sechs Minuten nach seiner Einwechslung den Treffer in der 74. Minute zum Endstand. Im Sommer 2014 erwarb der FC Liverpool die Transferrechte an Origi, der die Saison 2014/15 auf Leihbasis in Lille blieb. In 33 Ligaspielen erzielte Origi acht Tore.
Zur Saison 2015/16 wechselte Origi schließlich zum FC Liverpool, der ihn mit einem Vertrag bis zum 30. Juni 2020 ausgestattet hatte.
Am letzten Tag der Sommertransferperiode 2017 wechselte er bis zum Ende der Saison 2017/18 auf Leihbasis in die Bundesliga zum VfL Wolfsburg. Er kam unter den Cheftrainern Andries Jonker, Martin Schmidt und Bruno Labbadia zu 31 Ligaeinsätzen, in denen er 6 Tore erzielte. Der VfL Wolfsburg schloss die Saison auf dem 16. Tabellenplatz ab und sicherte sich in der Relegation gegen Holstein Kiel den Klassenerhalt, wobei Origi im Hinspiel ein Tor erzielte.
Zur Saison 2018/19 kehrte Origi zum FC Liverpool zurück. Beim 4:0 Champions-League-Halbfinalrückspielsieg gegen den FC Barcelona – nach einer 0:3-Niederlage beim Hinspiel in Barcelona – steuerte Origi zwei Treffer bei. Im darauf folgenden Endspiel der Champions League traf er erneut zum 2:0 Endstand und gewann damit die Trophäe. Den UEFA Supercup gewann er mit Liverpool nach Elfmeterschießen gegen den FC Chelsea. Im Dezember 2019 konnte Origi mit Liverpool die FIFA-Klub-Weltmeisterschaft 2019 gegen Flamengo Rio de Janeiro mit 1:0 nach Verlängerung gewinnen. Nach dem Ende der Saison 2019/20 gewann er mit dem FC Liverpool die englische Meisterschaft in der Premier League, welche die erste Meisterschaft nach 30 Jahren sowie die erste Meisterschaft seit Einführung der Premier League für den FC Liverpool war. In der Saison 2021/22 gewann er mit dem FC Liverpool den englischen Ligapokal, den EFL Carabao Cup und den FA-Cup. Anschließend verließ er den Verein mit seinem Vertragsende.
Zur Saison 2022/23 wechselte Origi in die italienische Serie A zur AC Mailand. Er unterschrieb beim amtierenden italienischen Meister einen Vertrag bis zum 30. Juni 2026. Für die Mailänder absolvierte er in dieser Saison 27 Ligaspiele und erzielte dabei 2 Tore. Nach einem Jahr in Italien verließ er den Verein im Sommer 2023 bereits wieder und schloss sich leihweise Nottingham Forest an. Nach Ende der Leihe wurde Origi im Sommer 2024 nicht mehr in den Kader der 1. Mannschaft der Mailänder aufgenommen, sondern zusammen mit Fodé Ballo-Touré in den Kader der neu gegründeten 2. Mannschaft Milan Futuro in die drittklassige Serie C versetzt.

### Nationalmannschaft
Sein Debüt im Nationaltrikot gab er am 17. März 2010 in der U-15-Nationalmannschaft, die mit 2:4 gegen die Auswahl der Niederlande ein Test-Länderspiel verlor. In der U-16-Nationalmannschaft, in der zwischen dem 19. Oktober 2010 und dem 5. Mai 2011 neunmal zum Einsatz kam, gelang ihm auch am 2. März 2011, beim 2:0-Sieg im Rahmen des Vier-Länder-Turniers, mit dem Treffer zum 2:0 in der 67. Minute auch sein erstes Länderspieltor. Für die U-17-Nationalmannschaft spielte er lediglich am 25. Oktober 2011 in Novigrad bei der 0:2-Niederlage gegen die Auswahl der Ukraine. Für die U-19-Nationalmannschaft bestritt er vom 6. August 2012 bis 13. November 2013 19 Länderspiele, in denen der 10 Tore erzielte. Sein Debüt in der U-21 gab er am 5. März 2014 in Löwen bei der 0:3-Niederlage gegen die Auswahl Serbiens und für die A-Nationalmannschaft am 26. Mai 2014 in Genk beim 5:1-Sieg gegen die Auswahl Luxemburgs. Am 13. Mai 2014 wurde er überraschend in den vorläufigen Kader für die Weltmeisterschaft 2014 in Brasilien berufen, dem er auch später endgültig angehörte.
Bei der Fußball-Europameisterschaft 2016 in Frankreich wurde er in das Aufgebot Belgiens aufgenommen. In der Auftaktpartie gegen Italien wurde er beim Stand von 0:1 in der letzten Viertelstunde eingewechselt. Seinen zweiten und letzten Einsatz hatte er im Gruppenfinale gegen Schweden, als er bei einer 1:0-Führung in der Schlussminute ins Spiel kam. Das Team schied im Viertelfinale aus.

## Sonstiges
Origi hat kenianische Wurzeln. Er spricht fließend Flämisch, Französisch, Englisch und Swahili.

## Erfolge
International
- Champions-League-Sieger: 2019
- Klub-Weltmeister: 2019
- UEFA-Super-Cup-Sieger: 2019

England
- Meister: 2020
- Pokalsieger: 2022
- Ligapokalsieger: 2022